# Upplands runinskrifter 219
Upplands runinskrifter 219 är en medeltida inhuggen runinskrift i Vallentuna kyrkas yttervägg i Vallentuna socken och Uppland. 
Ristningen finns på tornets nordvästra hörnsten och den välskrivna runraden löper i en lodrät linje. Runinskriften är liksom kyrkan från medeltiden.

## Inskriften
Translitterering av runraden:
an(d)ur ÷ (t)elht(i) þinna fakra sten : host '
Normalisering till äldre fornsvenska:
Andorr tælgði þenna fagra stæin ...
Översättning till nusvenska:
Andor tillhögg denna fagra sten ...